# Peter Carington
Peter Alexander Rupert Carington (ur. 6 czerwca 1919 w Londynie, zm. 9 lipca 2018) – brytyjski polityk konserwatywny. W latach 1963–1970 i 1974–1979 przewodził konserwatystom w Izbie Lordów. Od 20 czerwca 1970 r. do 8 stycznia 1974 r. był ministrem obrony w rządzie Edwarda Heatha. Od 5 maja 1979 r. do 5 kwietnia 1982 r. był ministrem spraw zagranicznych w rządzie Margaret Thatcher. Następnie – do 1988 r. – był sekretarzem generalnym NATO.

## Życiorys
Był synem Ruperta Caringtona, 5. barona Carrington, i Sybil Colville, córki 2. wicehrabiego Colville of Culross. Wykształcenie odebrał w Eton College oraz w Royal Military Academy w Sandhurst. Po śmierci ojca w 1938 r. odziedziczył tytuł barona Carrington i zasiadł w Izbie Lordów. Miejsce w Izbie objął po ukończeniu 21 roku życia w 1940 r. Podczas II wojny światowej walczył w szeregach Grenadierów Gwardii we Francji i krajach Beneluksu, i został odznaczony Military Cross w 1945 r. Wojnę ukończył w stopniu majora.
Po wojnie Carrington rozpoczął karierę polityczną. W 1951 r. został parlamentarnym sekretarzem w ministerstwie rolnictwa, rybołówstwa i żywności. Mając 32 lata był najmłodszym członkiem rządu. W latach 1954–1956 był parlamentarnym sekretarzem w ministerstwie obrony. W 1956 r. został Wysokim Komisarzem w Australii i był nim do 1959 r. Po powrocie do Wielkiej Brytanii został pierwszym lordem Admiralicji. Na tym stanowisku popierał politykę premiera Macmillana modernizacji Royal Navy. W 1962 r. został dodatkowo wiceprzewodniczącym Izby Lordów.
Kiedy premierem został Alec Douglas-Home (październik 1963 r.) Carrington został członkiem gabinetu jako przewodniczący Izby Lordów i minister bez teki. Po wyborczej porażce konserwatystów w 1964 r. Carrington został liderem Opozycji w izbie wyższej. Po powrocie Partii Konserwatywnej do władzy w 1970 r. Carrington objął stanowisko ministra obrony i pozostał na nim do 1974 r. Od 1972 r. był równocześnie przewodniczącym Partii Konserwatywnej. Od stycznia do marca 1974 r. był ministrem energii. W latach 1974–1979 ponownie był liderem Opozycji w Izbie Lordów. W 1979 r. został ministrem spraw zagranicznych w gabinecie Margaret Thatcher. W tym samym roku przewodniczącym konferencji w Lancaster House, która doprowadziła do zakończenia wojny domowej w Rodezji i wyborów w lutym 1980 r. Ze stanowiska ministra zrezygnował w kwietniu 1982 r. po inwazji Argentyńczyków na Falklandy.
W latach 1984–1988 był sekretarzem generalnym NATO. W 1991 r. prowadził dyplomatyczne rozmowy na temat rozpadu Jugosławii. Oprócz stanowisk politycznych Carrington był również kanclerzem uniwersytetu w Reading oraz przewodniczącym wielu firm (np. Christie’s) oraz dyrektorem m.in. Barclays Bank, Schweppes oraz Daily Telegraph. Kiedy reforma Izby Lordów z 1999 r. usunęła z Izby parów dziedzicznych, Carrington został kreowany parem dożywotnim jako baron Carrington of Upton.
Carrington był kawalerem Orderu Kawalerów Honorowych (1983), Orderu Podwiązki (1985) oraz Krzyża Wielkiego Orderu św. Michała i św. Jerzego (1988). Od 1959 był członkiem Tajnej Rady.

## Życie prywatne
25 kwietnia 1942 r. poślubił Ionę McClean, córkę podpułkownika sir Francisa McCleana. Peter i Iona mają razem syna i dwie córki:
- Alexandra Carington (ur. 11 kwietnia 1943), żona majora Petera de Bunsena, ma dzieci
- Virginia Carington (ur. 23 czerwca 1946), żona Henry’ego Cubitta, 4. barona Ashcombe, ma dzieci
- Rupert Francis John Carington (ur. 2 grudnia 1948), ożenił się z Daniellą Diotallevi, ma dzieci